# Lily Jan
Lily Yeh Jan (葉公杼; * 20. Januar 1947 in Fuzhou) ist eine taiwanisch-US-amerikanische Neurophysiologin und Professorin an der University of California, San Francisco.
Lily Jan und ihr Ehemann, Yuh Nung Jan, haben besondere Verdienste um die Erforschung der Proteinfamilie der Kaliumkanäle, die eine wichtige Rolle in der Erregbarkeit von Nervenzellen und Muskelzellen spielen. Forschungsgegenstand sind DNA-Sequenz, Struktur, Funktion und Regulation der Kaliumkanäle. Neuere Arbeiten befassen sich außerdem mit Calcium-aktivierten Chloridkanälen.

## Leben
Lily Jan erwarb 1968 an der National Taiwan University in Taipeh einen Bachelor in Physik, 1970 am California Institute of Technology in Pasadena, Kalifornien, einen Master in Physik und 1974 einen Ph.D. in Physik und Biophysik ebendort. 1971 heiratete sie Yuh Nung Jan. Unter dem Einfluss von Max Delbrück wandten sich beide der Biologie zu. Lily Jan arbeitete als Postdoktorand am California Institute of Technology und an der Harvard University in Cambridge, Massachusetts. 1979 wurde sie Assistant Professor an der University of California, San Francisco, 1985 erhielt sie dort eine ordentliche Professur. Seit 1984 übernimmt sie Forschungsarbeiten für das Howard Hughes Medical Institute (HHMI).

## Auszeichnungen (Auswahl)
- 1977 Sloan Research Fellow
- 1988 W. Alden Spencer Award[2]
- 1995 Mitgliedschaft in der National Academy of Sciences[3]
- 1998 Mitgliedschaft in der Academia Sinica
- 2007 Mitgliedschaft in der American Academy of Arts and Sciences[4]
- 2009 Ralph-W.-Gerard-Preis
- 2011 Wiley Prize in Biomedical Sciences[5]
- 2012 Gruber-Preis für Neurowissenschaften
- 2017 Vilcek Prize in Biomedical Science[6]
- 2019 Perl-UNC Neuroscience Prize
- 2023 Pearl Meister Greengard Prize